# مود سومنر
مود سومنر (بالإنجليزية: Maud Sumner) هي رسامة جنوب أفريقية، ولدت في 1902 في جوهانسبرغ في جنوب أفريقيا، وتوفي بنفس المكان في 1985.